# VM i bandy 2024
Verdensmesterskabet i bandy 2024 skulle have været det det 42. VM i bandy gennem tiden, men den 17. november 2023 meddelte Federation of International Bandy, at de klubber og nationale forbund, som havde udvist interesse for at være vært for mesterskabet, havde trukket sig igen. Forbundet stod derfor uden vært for mesterskabet, som derfor blev aflyst.